# ベルタ・フォン・ズットナー
ベルタ・フェリツィタス・ゾフィー・フライフラウ・フォン・ズットナー（Bertha Felicitas Sophie Freifrau von Suttner, 1843年6月9日 - 1914年6月21日）は、オーストリアの小説家。急進的な平和主義者で、ノーベル平和賞を受賞した最初の女性。

## 生い立ち
ズットナーはグレーフィン（伯爵令嬢）・キンスキー・フォン・ウヒニッツ・ウント・テッタウ（Gräfin Kinsky von Wchinitz und Tettau）として、オーストリア陸軍元帥フランツ＝ヨゼフ・グラーフ・キンスキー・フォン・ウヒニッツ・ウント・テッタウ（1768年 - 1843年）とその妻ゾフィー・ケルナー（1815年 - 1884年）の間に生まれる。父75才の時の子であり、未婚のまま死んだ兄、アルトゥール・フランツ・グラーフ・キンスキー・フォン・ウヒニッツ・ウント・テッタウがいた。父を生まれ年の1843年に亡くし、母子は没落していく。
1873年からズットナー男爵家の四姉妹の家庭教師を務め、同家の御曹司アルトゥール・グンダッカー・フォン・ズットナー（Arthur Gundaccar von Suttner, 1850年 - 1902年）から結婚を申し込まれる。しかしアルトゥールより7才年上の女性という理由でズットナー家から強く反対され、あげくに家庭教師の職を解かれた。1876年にはアルフレッド・ノーベルが出した募集広告に応募し、秘書兼パリの邸宅の家政婦の仕事を得てフランスの暮らしが始まった。ウィーンに戻る前の1876年6月12日にアルトゥールと秘密裏に結婚している。
ズットナーは1889年に小説『Die Waffen nieder!（武器を捨てよ!）』を発表し、平和活動の先駆者となる。1891年にはオーストリア平和の友の会を設立した。1892年に加入した国際平和ビューローでは終身会員であり同副会長も務めた。ズットナーの活動は国際的になり、平和運動誌『武器を捨てよ』（自著の題名を使用）を発行した。ヘンリー・トマス・バックル、ハーバート・スペンサー、チャールズ・ダーウィンらに大きな影響を受けた。
ノーベルとの個人的関係は家政婦をやめた後も続いたが、その晩年には対立もしていた。これは平和への取り組みをめぐり、ズットナーは平和会議や講演、出版などを主体とした平和協会の設立を訴えたが、ノーベルは国家間の安全保障条約の締結や現在の国連のような組織を目指したためである。
両名のやり取りはノーベルが死去する1896年まで文通で続き、このことからノーベルがノーベル賞に平和部門を創設したのはズットナーの影響が大きいとされた。ズットナー自身も平和賞創設に貢献した事と主張したものの、当時、ノーベル財団側はこれを否定していた。
また、平和賞創設の際は初受賞はズットナーであると噂されながら、実際の授賞はノーベルの死後から9年先の1905年を待つことになる。
『武器を捨てよ!』は1914年に#映画化された。
かつてのオーストリア1000シリング紙幣にその肖像が見られ、同じ肖像は現在のオーストリアの2ユーロ硬貨にも描かれている。

## 生涯
ベルタ・ソフィア・フェリツィタ・フォン・ヒニッツ及びテッタウ伯爵令嬢は1843年にプラハ市（現・チェコ共和国首都）で生まれる。伯爵令嬢として生まれたが、一度として「上流階級」に属したことはなかった。ベルタの母ソフィアは一般市民の出であり、夫の死後は婚家から遠ざけられた。
母が父の遺産を主に賭け事で使い果たしたのち、ベルタは母から独立しズットナー男爵宅に住み込み、令嬢たちの教師として自己意識にかなう収入を得て自活する。男爵家の子息のひとり、アルトゥーア・フォン・ズットナーに恋をする。のちのベルタの夫である。
また、この当時、アルフレッド・ノーベルはダイナマイトの発明で大富豪となる。数年間、転地を繰り返したあとパリに定住したノーベルは、新聞広告を出して秘書を探す。その広告を見たベルタは志願し、すぐに雇用される。
アルトゥーア・フォン・ズットナーへの愛のため、ベルタは1876年にパリをあとにする。極秘結婚の後、夫妻はコーカサスのジョージア（グルジア）へと赴く。金銭的な心労に悩まされ、語学教師や音楽教師としてベルタは生活費を捻出する。数年間のコーカサス滞在のあと、夫妻はヨーロッパに戻る。パリで、ベルタ・フォン・ズットナーは初めて組織化された平和運動の存在を知り、人生のテーマを見つけたのである。1889年発行の『武器を捨てよ！』は熱情的な本であり、また戦争の悲惨さを現実的に描き読者を狼狽させた。ズットナーは平和主義の先駆け戦士になっていく。
ほとんどひとりでオーストリア平和協会を設立した1891年当時、ズットナー夫妻は、年ごとに攻撃的になっていく反ユダヤ主義にはっきりと反対する姿勢をとる。この年、アルトゥーア・フォン・ズットナーは「反ユダヤ主義に対する防御協会」を設立し、ベルタから熱く援護される。これによって、夫妻は国粋主義者、尊僧主義者、反ユダヤ主義者たちを敵にまわすことになる。
世界的に著名な女性となったベルタ・フォン・ズットナーは多くの平和議会で親交を結び、休むことなく国際平和運動のために働く。1894年、新しいロシア皇帝ニコライ2世が帝位につくと、大きな期待をかける。たしかにロシア皇帝は軍備縮小や国際平和会議を要求する「平和声明」を布告。しかし皇帝のフィンランド政策や満州政策が、その偽りをあばき、ズットナーは長い間ニコライ2世を擁護しており、それによって多くの同志をとまどわせる。
ロシア皇帝の提唱で最初の平和会議が1899年にオランダのデン・ハーグ（ハーグ）で招集される。ところが参加者は平和主義者ではなく、外交官、各国政府高官や軍人たちであった。軍備縮小や戦時国際法に関する問題について、論議はほとんど成果を見ていない。
モナコ公国の大公アルベールもズットナーの影響下、ヨーロッパ平和運動に参加するが、大公という将来のスポンサーを得たがったズットナーの希望は叶わなかった。ズットナーはアメリカ合衆国でもっとも大きな成果を得る。同地ではズットナーは婦人運動のアイドル視された。平和運動の協賛者を常に探し求めたズットナーは、高齢による体の痛みなど不調を押して、1904年と1912年にアメリカへ渡る。
ベルタ・フォン・ズットナーとアルフレード・ノーベルの友情は20年間続いた。平和運動への高額寄付を促すべく、ズットナーは何度も大富豪ノーベルに働きかける。1896年、ノーベルの死の1週間前にも、ノーベル宛ての手紙で述べた。
「そして、このことはもろ手を挙げてお願いします：あなたの援助を絶対に止めないでください。絶対に。私たちすべてがいつかは入る墓の彼岸にあってさえも。」
遺言（のちのノーベル賞）について、ズットナーは当時まだ何も知らなかった。ズットナーのノーベルへの影響なくしてノーベル平和賞は存在しない。それはズットナーもはっきりと意識している。ズットナーは賞が創設されて最初の数年間、授与対象として無視されることに大変落胆する。平和運動のためにも、彼女自身のためにも、資金を渇望していた。
1914年を迎えると、あらゆる国家が軍備拡張に急ぎ始める。ズットナーはそれでも、必死に大きな戦争の危険を忠告するが嘲笑される。
ズットナーの死後1週間経った1914年6月21日、オーストリア帝国の皇位継承者フランツ・フェルディナントがサライェヴォ（サラエボ）市で銃撃により暗殺されると、その1ヵ月後、オーストリア・ハンガリー二重君主国はセルビアに宣戦布告し、第一次世界大戦が始まることとなる。

## 略歴
1843年6月9日生まれ、正式名はベルタ・ソフィア・フェリツィタ・フォン・ヒニッツ及びテッタウ伯爵令嬢（Bertha Sophia Felicita Gräfin Kinsky von Chinitz und Tettau）。生地はプラハ市アルトシュテッター・リング通りに面したキンスキー邸である。子供時代をブルノ市（現在チェコ共和国）の母ソフィーのもとで過ごす。
1856年に転居したウィーン市から、のちにその近郊のクロースター・ノイブルク市に移る。ミングレリア公国（西グルジア地方）大公夫人エカテリーナ・ダディアーニと知り合うのは、1864年の夏であった。
1873年までの間に、滞在地はヴィースバーデン（ドイツ）、パリ（フランス）、バーデン・バーデン（ドイツ）、ヴェネツィア（イタリア）、バート･ホンブルク（ドイツ）を数えた。この年、カール・フォン・ズットナー男爵家の令嬢4人の住み込み教師に雇われ、一家に従いウィーン市とニーダーエースターライヒ州のハルマンスドルフで暮らす。同家令息のアルトゥーアとひそかな関係を持つ。
夫妻はパリに移り、ベルタは1875年秋より1876年夏までアルフレッド・ノーベルの秘書を務める。ウィーンに戻ると1876年6月12日、ウィーン・グンペンドルフ（現在ウィーン6区）の聖エギディオ教会でアルトゥーア・フォン・ズットナーと秘密結婚式を挙げ、夫妻はその夏より1885年春までコーカサス、ジョージア（グルジア）で生活する。この間にチフリス市（現在トビリシ市）、クタイス市、ズグディディ市で暮らしたのち、オーストリアに戻った1885年の10月に、文筆家会議を訪れる（ベルリン）。1886年から1887年にわたり、冬をパリで過ごしており、はじめて平和運動に触れる。
著書『武器を捨てよ！』を1889年に上梓すると、翌1890年から翌々年1891年は冬にヴェネツィアへ転地し、列国議会同盟」の参列者たちに接触する。
初めて大がかりな公式の場に立つのは第3回世界平和会議（1891年ローマ）であった。この年、「オーストリア平和協会」を設立すると、翌1892年には夫アルトゥーア・フォン・ズットナーが「反ユダヤ主義に対する防御協会」を発足させる。この年、夫妻はベルリン市（ドイツ）、ベルン市とチューリッヒ市（スイス）を訪れた。
アルフレッド・ノーベルが1896年12月10日に死去。夫アルトゥーア・フォン・ズットナーを1902年12月10日に亡くす。
ベルタ・フォン・ズットナーは1914年6月21日、ウィーンで永眠する。遺体は遺志により火葬され、ベルタの灰壷はゴータ市（ドイツ）に安置されている。

### 平和会議
デン・ハーハ（ハーグ）万国平和会議は第1回を1899年に催すと、第2回を1907年に開く。この間の1903年に「国際平和研究会」を開設（モナコ）。初めてアメリカを訪れた1904年、ボストン世界平和会議に出席し、ワシントン市で大統領セオドア・ルーズベルトに謁見した。第2回訪米は1912年であった。
自著『武器を捨てよ』はドイツとオーストリアに「平和主義」という言葉を紹介した。
開戦に至るとフェミニストは保守派も急進派も、戦争こそ自分たちも市民であると証明する絶好の機会とみなした。家族の男性が戦死したり戦傷者となって帰ってくると、多くの家庭が経済的に困窮した。そのような背景の女性が生活を保てるように手を差し伸べた人々の中に ゲルトルート・ボイマー（英語）（Gertrud Bäumer 1873年-1954年）と保守派女権運動の代表ヘドウィグ・ヘイル（英語）（Hedwig Heyl 1850年-1934年）が協力して全国婦人奉仕団（NFD）を立ち上げると、実践的な活動を率いてスープ食堂、住宅や保健の手配や、妊産婦の介助や生活支援、育児の傍ら収入が得られるように内職の手配を組織化する。
1915年の国際女性平和会議（ハーグ）では、参加者で反戦派のアニータ・アウグスプルク（Anita Augspurg 1857年–1943年）とリダ・グスタバ・ハイマン（Lida Gustava Heymann 1868年–1943年）が戦争に激しく抗議した。同年の国際社会主義女性会議（ベルン）に出席したクララ・ツェトキン（1857年–1933年）はプロレタリア女性運動の立場から戦争を厳しく非難して逮捕拘禁され、出所後も当局の厳しい監視下に置かれた。

## 主な受賞
ノーベル平和賞　1905年12月に授賞が承認され、ズットナーは1906年春、クリスティアニア（現在のオスロ）を訪れて賞を受け、スカンジナビア半島を縦断して講演旅行を行なった。

### 顕彰
肖像は記念硬貨や記念切手を飾った。
ユーロ金貨
コレクター向けの金貨シリーズは、ズットナーの肖像を採用した。「2008年ヨーロッパの偉人シリーズ」（英語）はヨーロッパ近代史の著名な人々を記念し、ズットナーに加えて以下の人々の肖像を集めた。
- マルティン・ルター
- アントニオ・ヴィヴァルディ
- ジェームズ・ワット。

銀貨
ズットナーのノーベル平和賞受賞100周年を記念し、2005年にドイツで10ユーロ銀貨が発行された。
硬貨
- オーストリア発行の現行の2ユーロ硬貨に肖像を刻んである。同国は欧州統合前に、1000シリング紙幣に同じ肖像を用いた。

郵便切手
肖像入りの郵便切手は、オーストラリア（1965年）、ドイツ（2005年）で発行。
その他
「Google」（検索エンジン）はさまざまな記念日ごとに画面上欄外のロゴを入れ替えており、2019年12月1日にはズットナーの似顔絵を載せた。

## 著作リスト
- Ein schlechter Mensch, München 1885 （悪い男）
- Daniela Dormes, München 1886 （ダニエラ・ドルメス）
- Das Maschinenalter entsteht, 1889 （機械時代の到来）
- Die Waffen nieder!, 1889 『武器を捨てよ！』
- Vor dem Gewitter, Wien 1894 （雷雨の前に）
- Einsam und arm, Dresden 1896 （孤独と貧困）
- Die Haager Friedenskonferenz, Leipzig 1900 （ハーグの平和会議）
- Marthas Kinder („Die Waffen nieder“ – Teil II ) 1902 『マルタの子供たち』
- Franzl und Mirzl, Leipzig 1905 （フランツルとミルツル）
- Die Entwicklung der Friedensbewegung, Leipzig 1907 （平和運動の発展）
- Randglossen zur Zeitgeschichte, 1892–1900 und 1907–1914 （現代史への評注）
- Rüstung und Überrüstung, Berlin 1909 （軍備と過剰軍備）
- Der Menschheit Hochgedanken, Berlin 1911 （人類の高い思想）
- Die Barbarisierung der Luft, Berlin 1912 『空の野蛮化』[7]

注記：以上の作品名で日本語未訳のものは、原題の右の丸カッコ内に便宜的な直訳の仮題を添えた。

## 日本語訳著作
- Suttner, Bertha von『武器を捨てよ!』ズットナー研究会訳（新日本出版社、2011年）ISBN 9784406054751, 9784406054768、NCID BB06102456。

## 映像作品
ノルディスク映画社（ウィキデータ）は1914年に『Die Waffen nieder』（仮題『武器を捨てよ』）を発表した。ホルガー・マドセン監督、製作補はカール・テオドア・ドライヤー。
ズットナーを物語の主役に据えた1952年の映像作品は、『No Greater Love』という（原題は『ドイツ語: Herz der Welt』）。

### テレビ番組
- 伝記ドラマ『マダム・ノーベル（ドイツ語版）』は2014年のORF・Degeto・BRの共同制作作品（原題は『独: Eine Liebe für den Frieden – Bertha von Suttner und Alfred Nobel』）。その原案はアルゼンチンの劇作家エスター・ヴィラール（英語）作品を下敷きにした演劇『Mr. & Mrs. Nobel』である。

## 関連資料
本文に未使用、発行年順。
- 山根和代「「ヨーロッパ平和運動の母」ベルタ・フォン・ズットナーの業績に関する展示の今日的意義」『立命館平和研究= 立命館平和研究』第8巻、立命館大学国際平和ミュージアム、2007年、39-48頁、CRID 1390853649745267328、doi:10.34382/00008303、hdl:10367/1119、ISSN 1882-7217。
- 糸井川修, 中村実生「『ベルタ・フォン・ズットナー』シュテファン・ツヴァイク : 世界大戦中の一九一七年、ベルンにおける民族協調を目指す国際女性会議開幕にあたってのスピーチ」（PDF）『愛知学院大学教養部紀要』第61巻第3号、愛知学院大学教養教育研究会、2014年、73-81頁、ISSN 09162631、NAID 120006977299。
- Hamann, Brigitte 『平和のために捧げた生涯ベルタ・フォン・ズットナー伝』糸井川 修、中村 実生、南 守夫 訳、明石書店〈世界人権問題叢書96〉、2016年	。NCID BB21446472、ISBN 9784750343570。
  - 原著4版 (München : Piper, 2009) の全訳。ベルタ・フォン・ズットナーの著作一覧あり（629-630頁）。